# Cunge
Cunge (kinesiska: 村戈, 村戈乡) är en socken i Kina. Den ligger i provinsen Sichuan, i den sydvästra delen av landet, omkring 380 kilometer väster om provinshuvudstaden Chengdu. Antalet invånare är 2663. Befolkningen består av 1 299 kvinnor och 1 364 män. Barn under 15 år utgör 29,0 %, vuxna 15-64 år 65 %, och äldre över 65 år 5,0 %.
Genomsnittlig årsnederbörd är 907 millimeter. Den regnigaste månaden är juli, med i genomsnitt 228 mm nederbörd, och den torraste är november, med 1 mm nederbörd.